# Цуяма
Цуя́ма (яп. 津山市 Цуяма-си) — город в Японии, находящийся в префектуре Окаяма. Площадь города составляет 506,36 км², население — 103 434 человека (1 августа 2014), плотность населения — 204,27 чел./км².

## Географическое положение
Город расположен на острове Хонсю в префектуре Окаяма региона Тюгоку. С ним граничат города Манива, Тоттори и посёлки Кагамино, Сёо, Наги, Мисаки, Тидзу.

## Население
Население города составляет 103 434 человека (1 августа 2014), а плотность — 204,27 чел./км². Изменение численности населения с 1980 по 2005 годы:
| 1980 | 106 684 чел. |  |
| 1985 | 110 542 чел. |  |
| 1990 | 112 386 чел. |  |
| 1995 | 113 617 чел. |  |
| 2000 | 111 499 чел. |  |
| 2005 | 110 569 чел. |  |

## Символика
Деревом города считается камфорное дерево, цветком — Rhododendron indicum.

## Города-побратимы
- Миякодзима, Япония
- Идзумо, Япония
- Исахая, Япония
- Иида, Япония
- Тоносё, Япония
- Кани, Япония
- Санта-Фе, США